# Miconia iluensis
Miconia iluensis är en tvåhjärtbladig växtart som beskrevs av John Julius Wurdack. Miconia iluensis ingår i släktet Miconia och familjen Melastomataceae. Inga underarter finns listade i Catalogue of Life.